# Passerelle Debilly
Die Passerelle Debilly ist eine Fußgängerbrücke, die anlässlich der Weltausstellung Paris 1900 gebaut wurde. Sie verbindet den 16. mit dem 7. Pariser Arrondissement. Die Brücke ist nach dem Brigadegeneral Jean-Louis Debilly benannt. Die Brücke steht als Monument historique seit dem 18. April 1966 unter Denkmalschutz.
Generalkommissar Alfred Picard beschloss am 26. Oktober 1898, eine provisorische Fußgängerbrücke für die Weltausstellung 1900 zu bauen, um die Besucherströme zu lenken. Ihre Konstruktion macht sie zu einem Zeitgenossen der Pont Alexandre III (vom gleichen Architekten Jean Résal unter Mitwirkung von Amédée Alby und dem gleichen Hersteller Daydé et Pillé) und des Viaduc d’Austerlitz.
Ursprünglich hieß die Brücke Passerelle de l'Exposition militaire, dann Passerelle de Magdebourg und seit 1906 Passerelle Debilly, benannt nach Jean-Louis Debilly (1763–1806), einem General des Ersten Kaiserreichs, der 1806 in der Schlacht bei Jena und Auerstedt fiel.
Zwischen der Avenue de New York, die bis 1918 Quai Debilly hieß, und der Seine, flussabwärts, liegt auch der Port Debilly.
Die Fußgängerbrücke ist auf einem Stahlrahmen gebaut, der auf gemauerten Pfeilern in Ufernähe ruht und mit dunkelgrünen Keramikfliesen von Gentil & Bourdet verziert ist, die Wellenbewegungen andeuten. Ihre Stützweiten sind: 22,50 m – 75 m – 22,50 m. Zusammen mit dem Eiffelturm ist er ein zweites, zunächst provisorisches Metallbauwerk, das ein Zeitzeugnis geblieben ist. Doch noch 1941 drohte dem Bauwerk das Ende, nachdem der Präsident der Société des architectes es als „vergessenes Beiwerk eines vergangenen Festes“ bezeichnet hatte.
1991 neu gestrichen, wurde die Verkleidung 1997 unter Verwendung tropischer Hölzer restauriert.
Am 4. Januar 1988 wurde die Leiche eines Mitarbeiters der Botschaft der Bundesrepublik Deutschland, der für die Ausstellung von Visa zuständig war, auf diesem Steg gefunden, wo er in die Brust geschossen wurde, möglicherweise im Zusammenhang mit kurdischem Nationalismus.

Passerelle Debilly
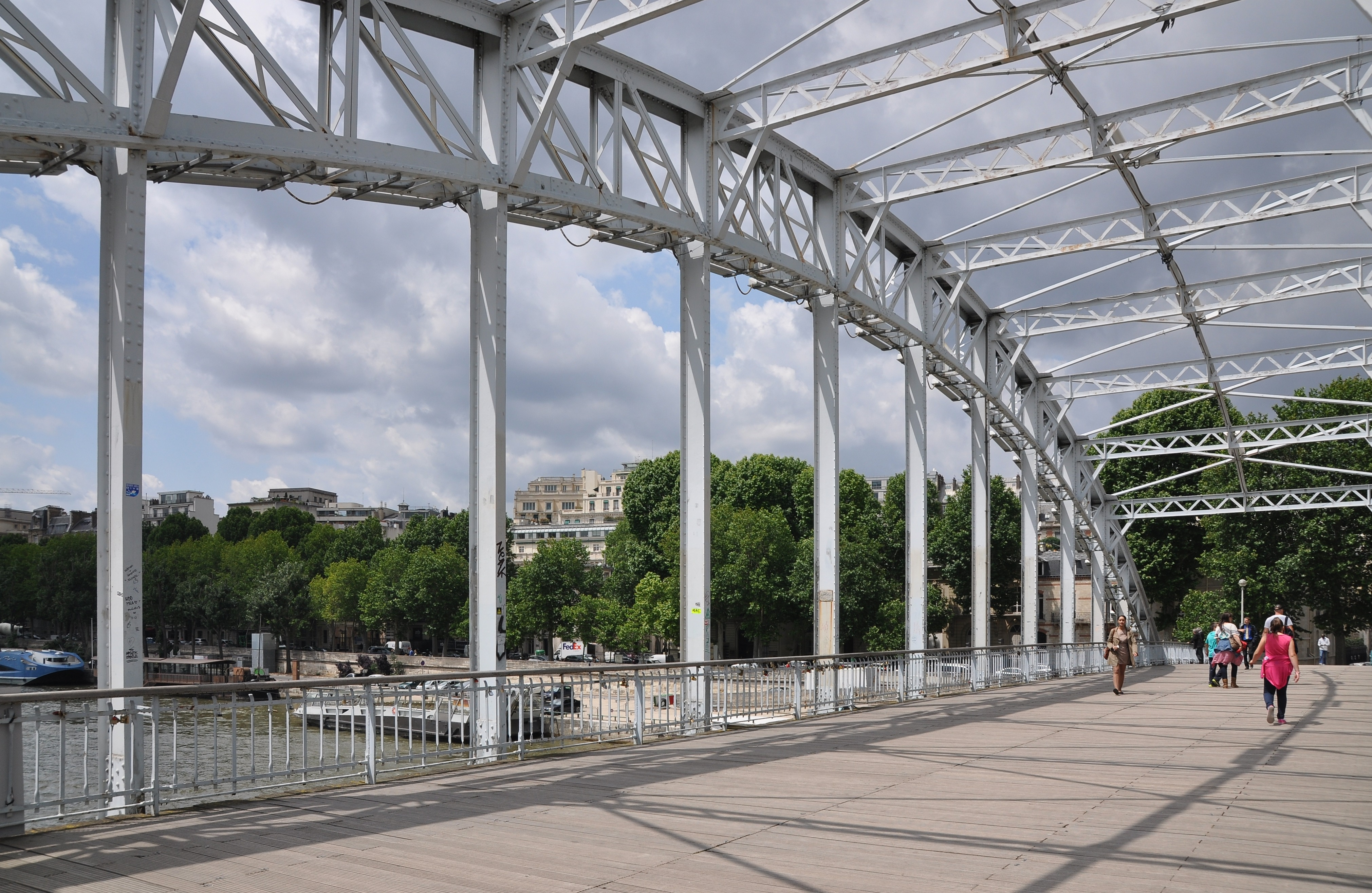
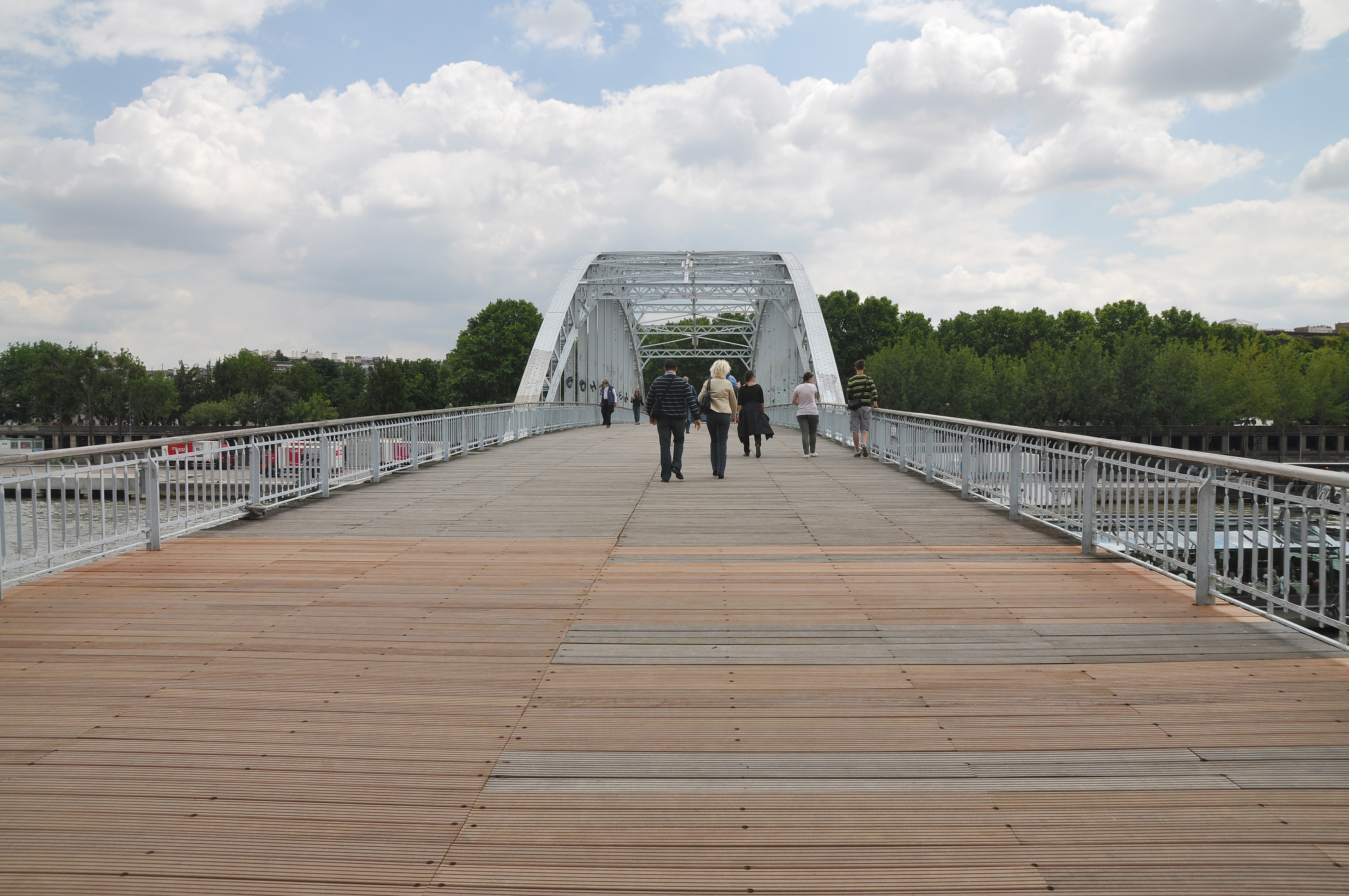
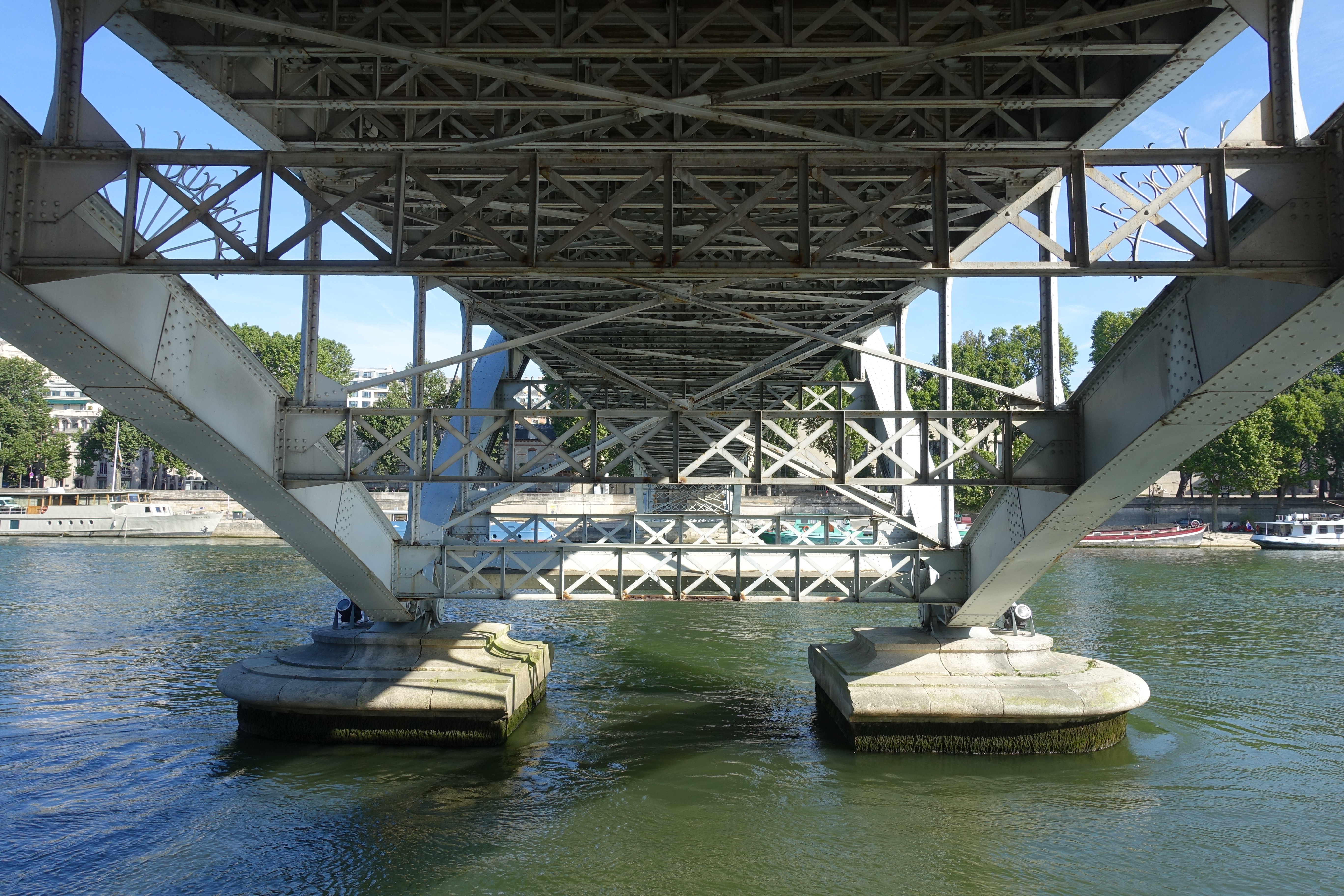
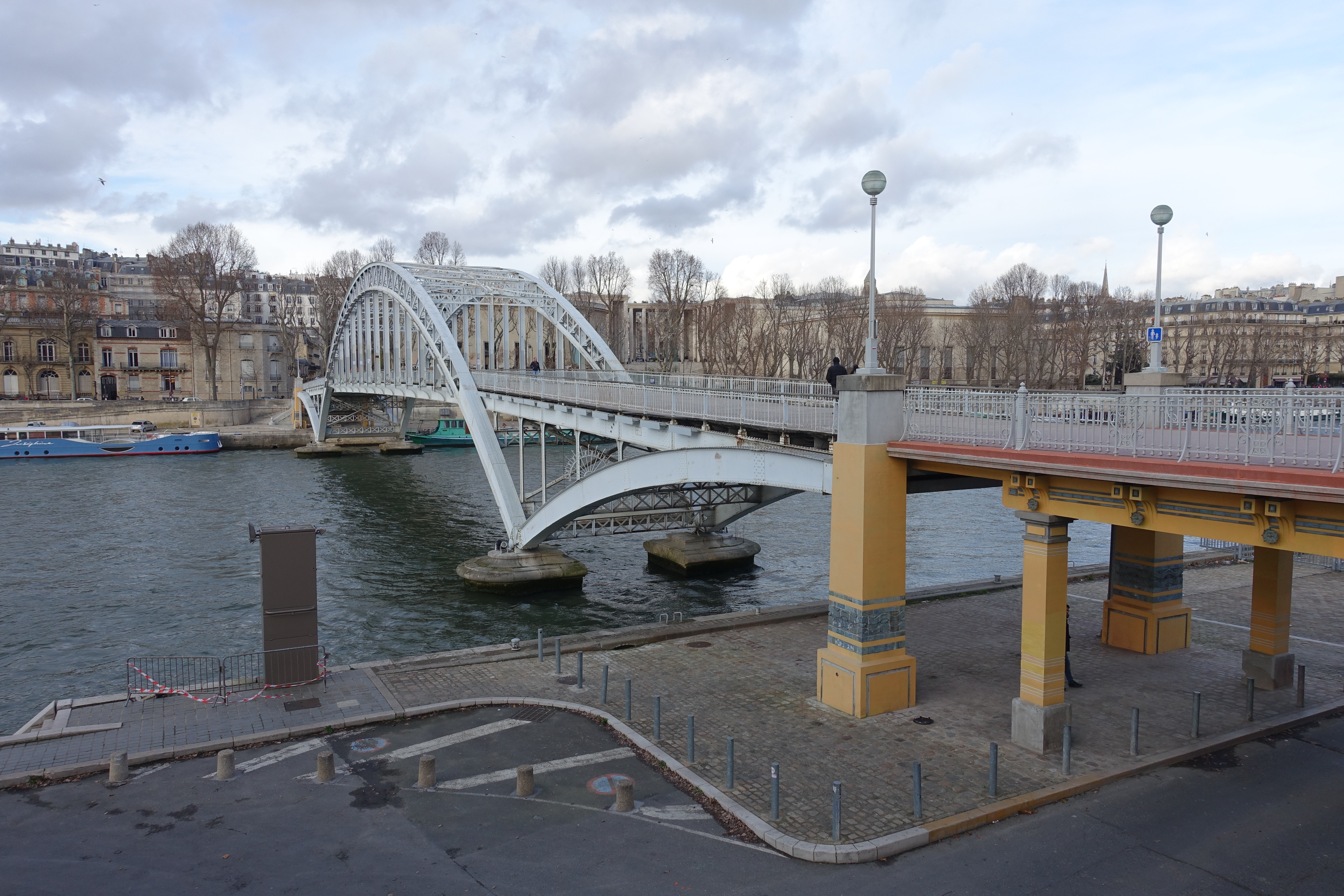
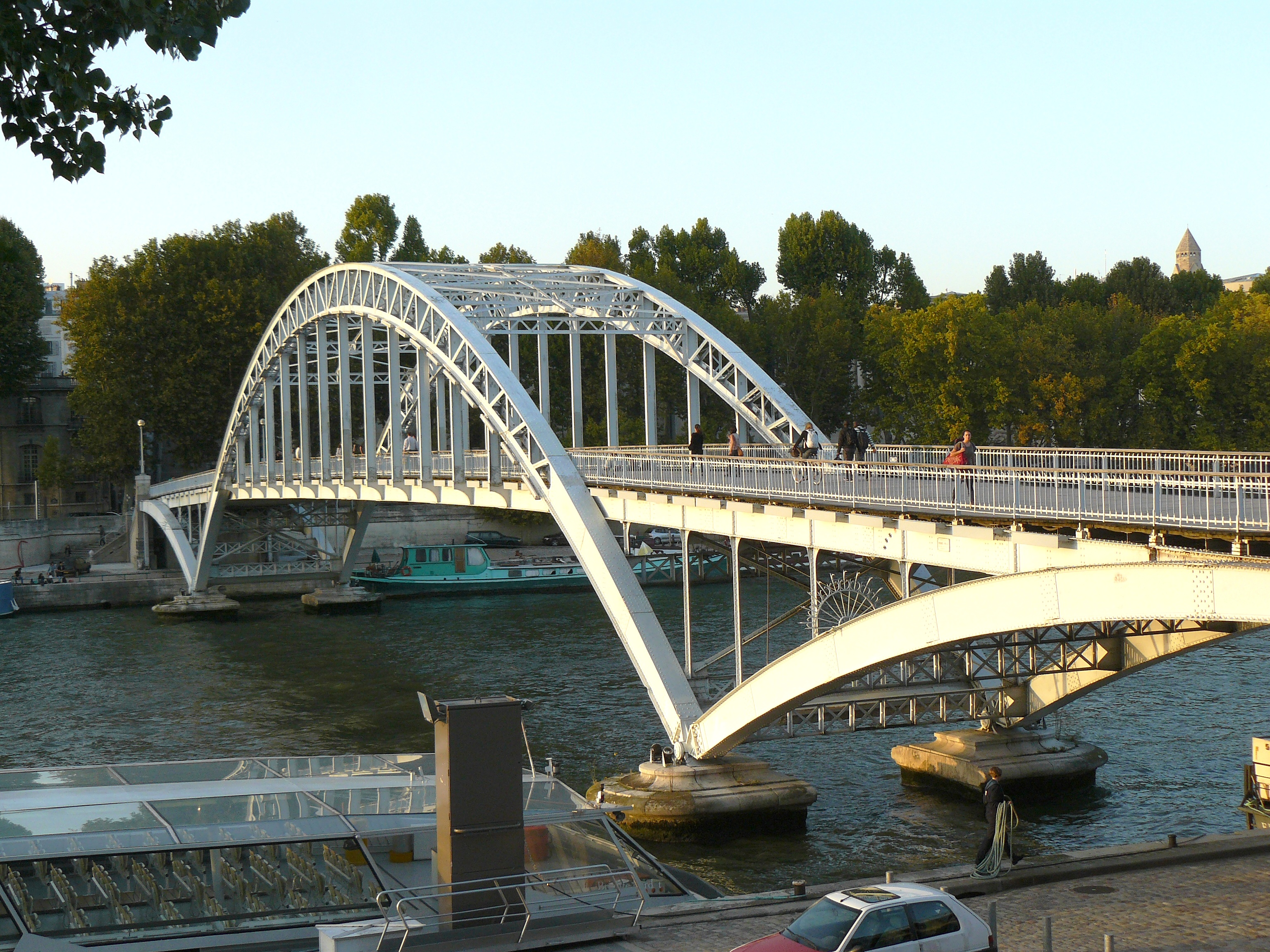
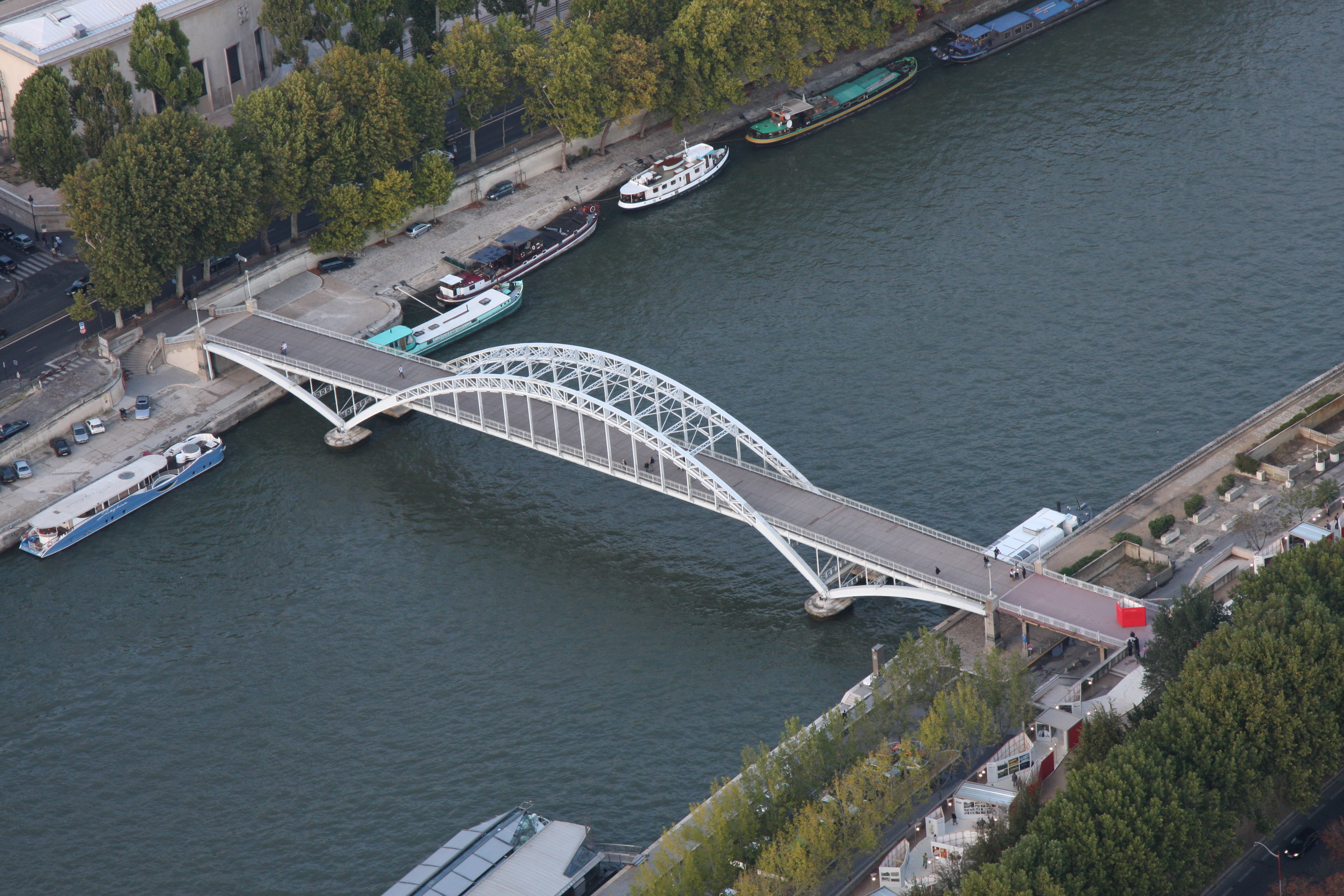
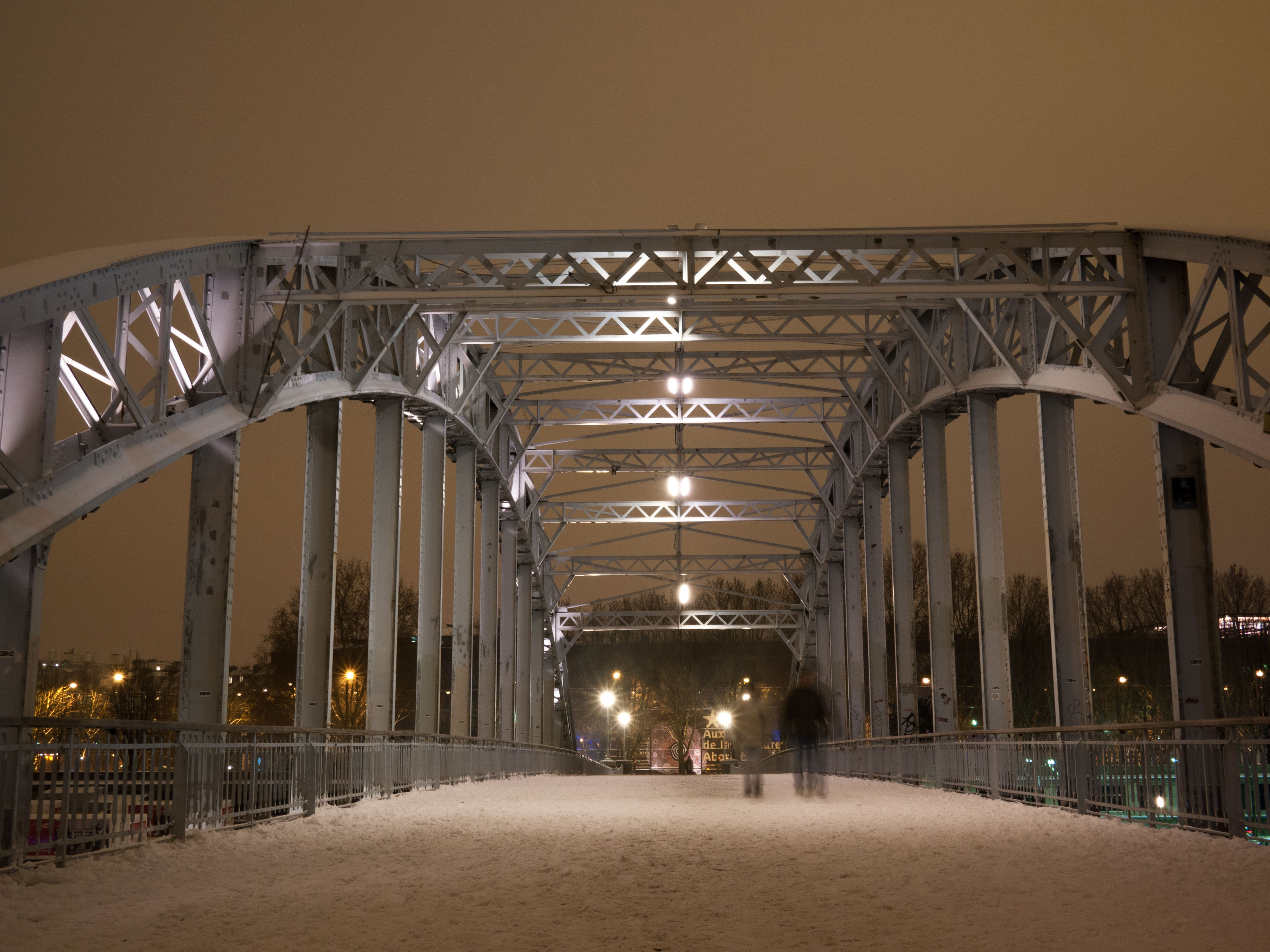